# Altair Fileti Azevedo
Altair Fileti Azevedo, mais conhecido como Altair (Tubarão, 15 de setembro de 1965), é um ex-futebolista brasileiro que atuava como zagueiro.

## Carreira
Altair iniciou a sua carreira de uma forma inusitada. Em 1983, aos 18 anos de idade, ouviu um anúncio através de uma rádio de sua cidade natal que o time local o Hercílio Luz faria uma seleção de novos jogadores na cidade e ele resolveu tentar. Foi um dos escolhidos mas ficou apenas uma semana no clube, já que, não aguentou a pressão dos treinamentos.
Aproximadamente um ano depois, o senhor Zé Cearense (José Ernesto Azevedo), pai de Altair, resolveu levar o filho para realizar testes no Ferroviário F.C. e mais uma vez ele foi aprovado. Foi aí que que ele definiu a sua posição em campo que o acompanharia por toda a sua carreira. Num treinamento, na falta de um zagueiro, o meia-atacante  Altair foi atuar na zaga e não saiu mais de lá.
Com 20 anos já era atleta profissional do clube. Ficou até 1990 onde, neste período, foi emprestado ao XV de Jaú e Brusque, onde disputou o Campeão Brasileiro da Série C de 1989.
Em 1990, foi contratado pelo Criciúma do então técnico Luiz Gonzaga Miliolli. Mas foi com o técnico Luiz Felipe Scolari que Altair teve sua maior glória no Tigre, sendo campeão da Copa do Brasil de 1991.
Após isso Altair ainda passou pelo Vacaria e pelo Juventus de Jaraguá. Até que em 1996 foi se aventurar no Qatar atuando pelo Al-Sadd onde a previsão era de ficar apenas 30 dias. Ficou apenas 14 dias, pois não se adaptou ao país.
Em 1997, integra o grupo do Operário-PR por apenas 20 dias.
Então foi comprado pelo Avaí, sendo Campeão Catarinense de 1997 e Campeão Brasileiro da Série C de 1998. No meio de sua estádia em Florianópolis ainda foi ajudar o Goiás a escapar do descenso no Brasileiro de 98, por empréstimo e foi bem sucedido. Voltou ao Avaí onde se despediu do time Azurra em 1999.
Vai para o Marcílio Dias onde conquista o vice-campeonato do catarinense de 2000. No mesmo ano transfere-se para o Tubarão FC aonde chega ao título do primeiro turno do estadual.
Em 2002, ele tem uma passagem pelo Veranópolis ficando até a metade do ano. Altair até que recebeu novas propostas para continuar no futebol, mas, aos 38 anos de idade e após passar por três cirurgias no joelho esquerdo, ele resolve parar com a pressão do profissionalismo.
Atualmente Altair possui escolinhas de futebol onde da aula para cerca de 150 crianças de 6 a 14 anos em Sangão e Gravatal.

## Títulos
Criciúma
- Campeão da Copa do Brasil - 1991

Avaí
- Campeão Catarinense - 1997
- Campeão Brasileiro da Série C - 1998